# Hîncești
Hîncești este un oraș cu statut de municipiu, în partea central-vestică a Republicii Moldova, totodată reședința raionului Hîncești.

## Etimologie
Toponimul „Hâncești” provine de la numele neamului boierilor Hâncu și reprezintă forma de nume generic comun al familiei. Antroponimul Hâncu este considerat înrudit etimologic fie cu antroponimele de origine slavă Hanko, Hănko și Honcu, fie cu antroponimul german Johan. Nu se cunoaște cu exactitate de la care anume boier Hâncu se trage numele satul. Totuși până târziu, la 1803, urmașii medelnicerului Mihalcea Hâncu își revendicau unii altora proprietatea asupra moșiei Hânceștilor, demonstrându-și, fiecare din parte implicată, originea din acest neam.

## Geografie

### Amplasare
Orașul Hîncești este situat la o depărtare de 36 km de Chișinău, spre sud-vest, în lunca râului Cogâlnic. Este intersectat de traseele Chișinău-Hâncești-Leușeni și Chișinău-Leova-Cahul.
Panorame ale orașului

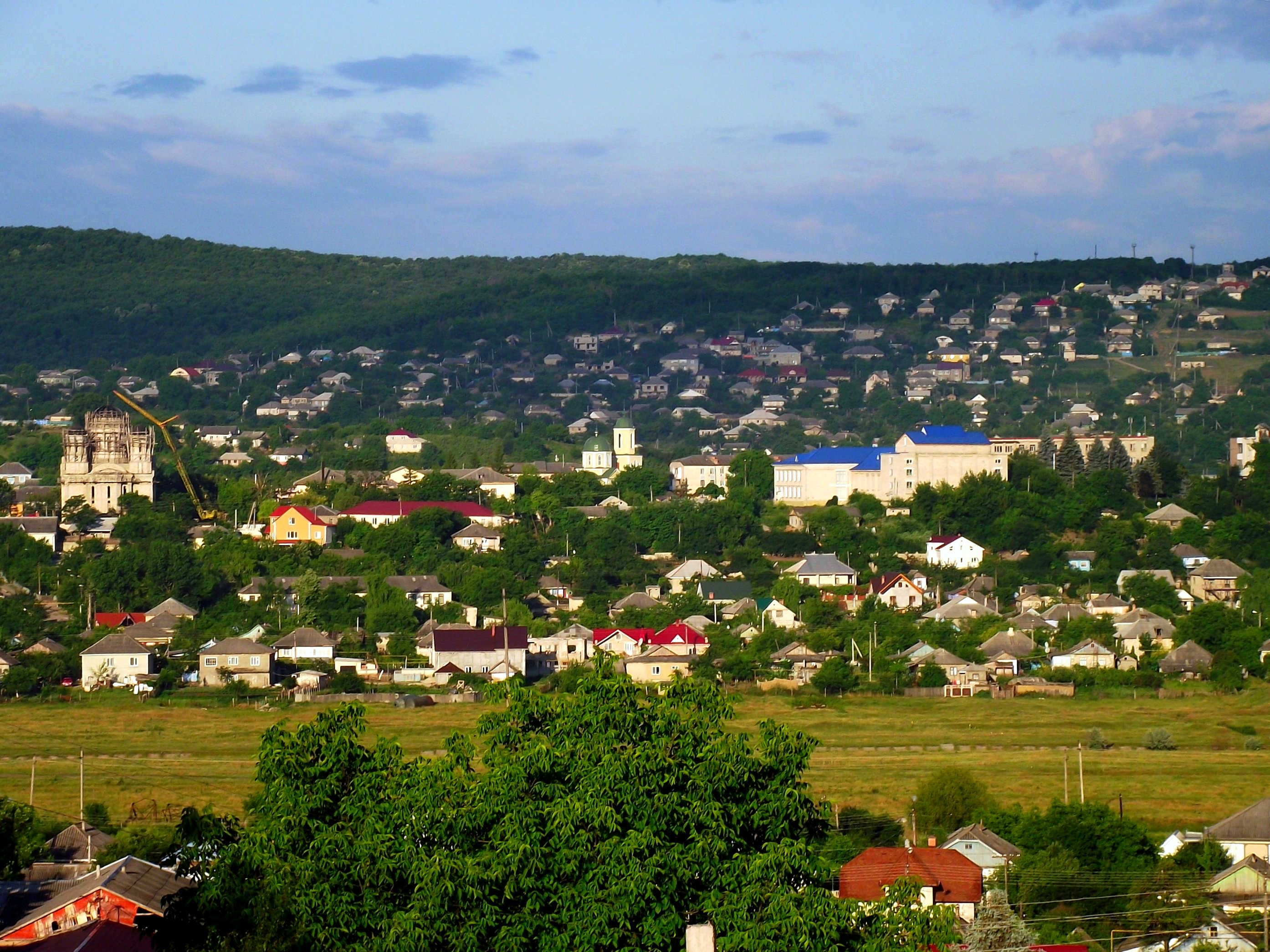
orașul Hâncești; la ora 7 dimineața, 22 iunie 2011 d.Hr.
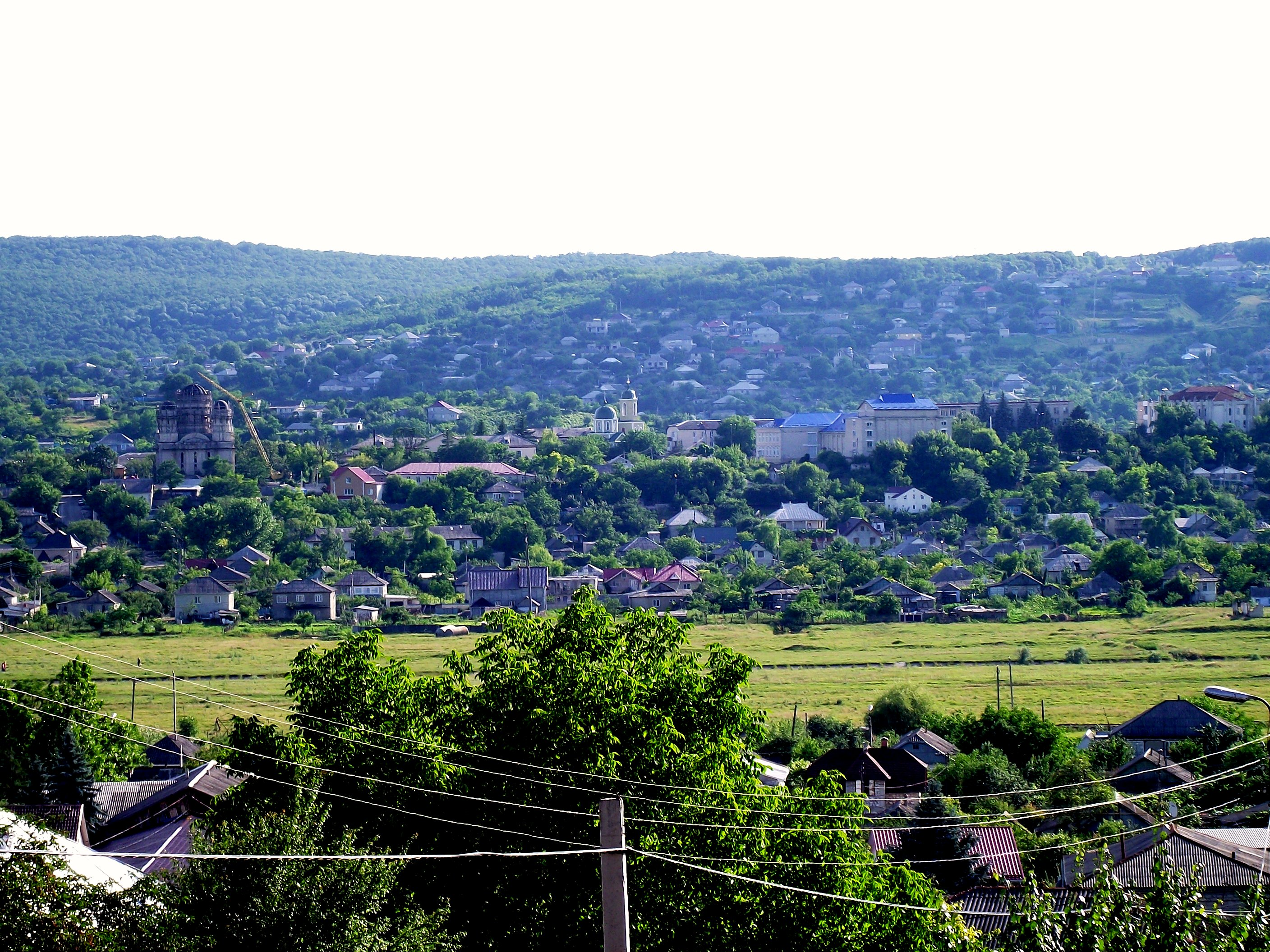
Localitatea basarabeană, mai târziu în timpul zilei
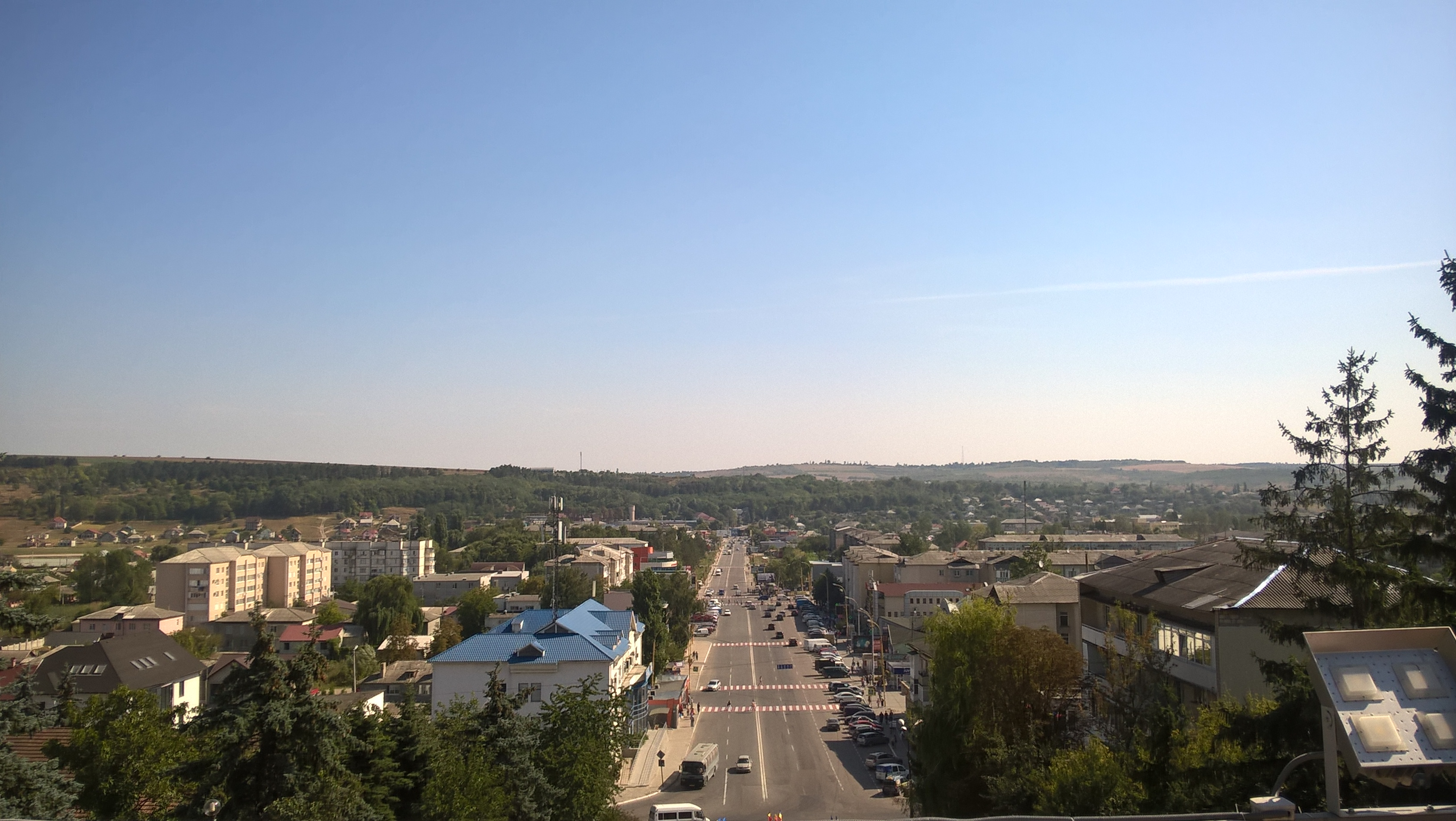
Panoramă a Hînceștiului dinspre Monumentul lui Cotovschi, șoseaua ducând la Chișinău
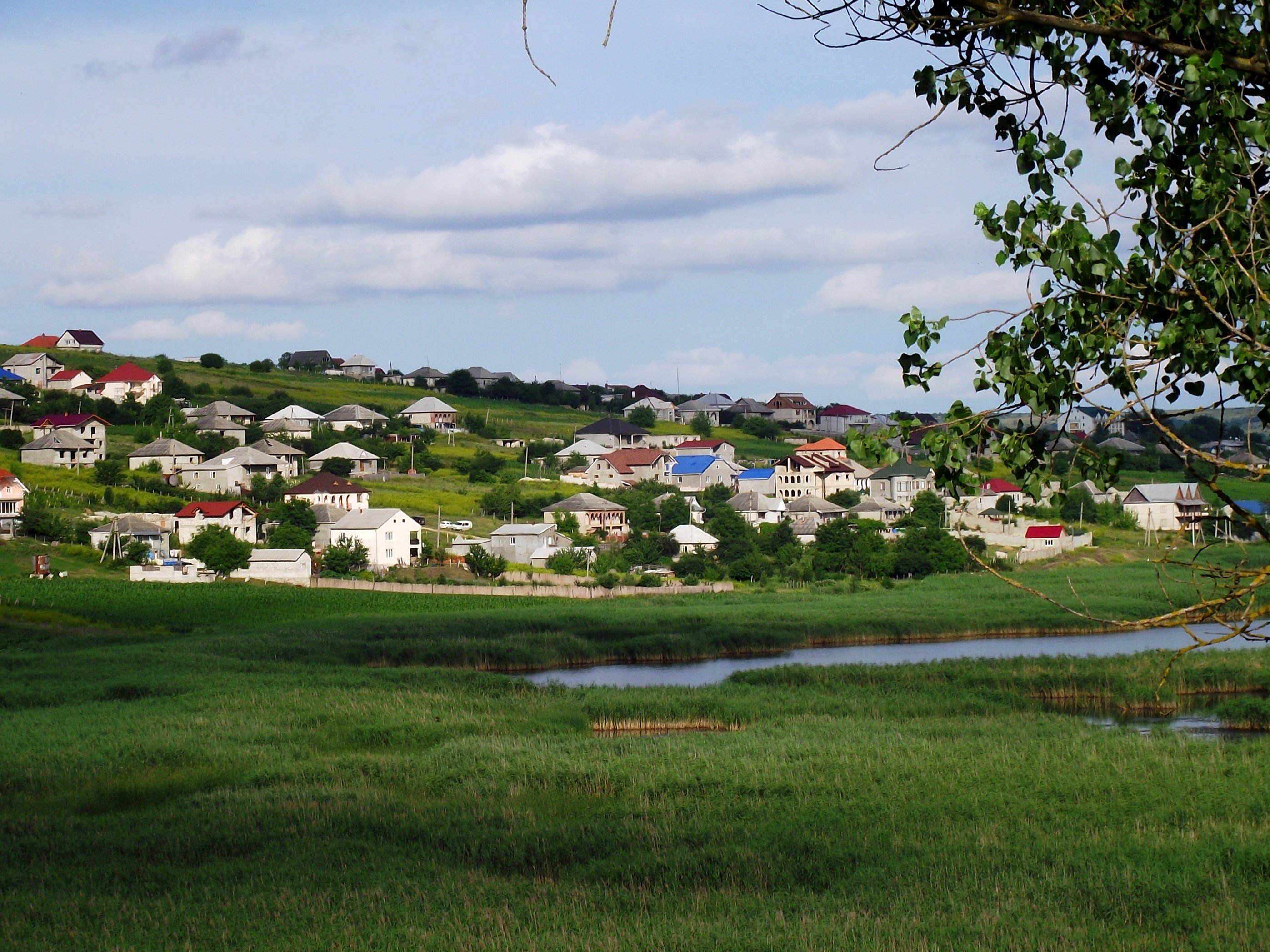

## Istorie

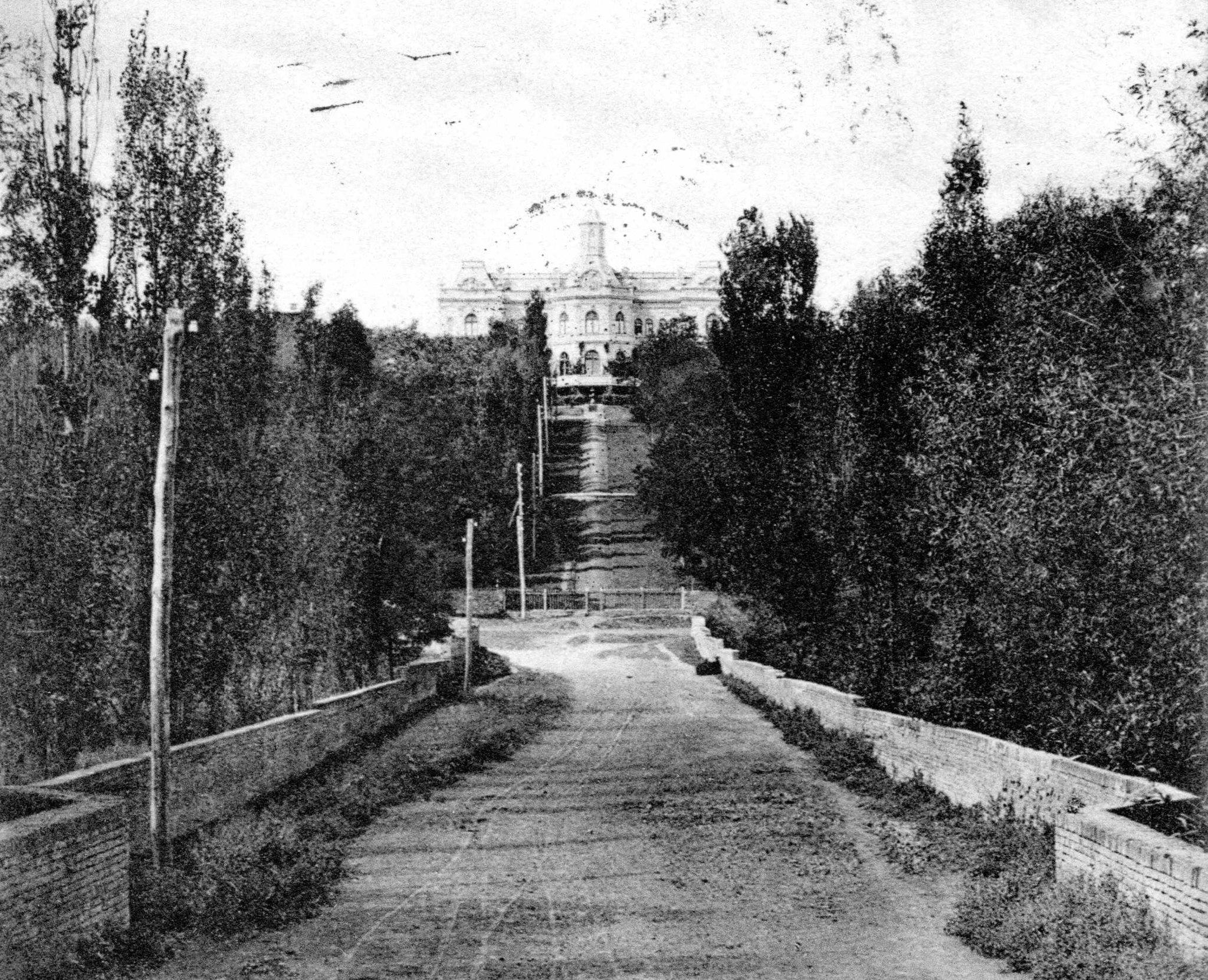
Conacul lui Manuc Bei, imagine de epocă.

### Atestare
În evul mediu, pe teritoriul localității trecea unica cale comercială accesibilă între țările asiatice și cele europene, numită „drumul moldovenesc”. La răspântiile acestei căi comerciale a apărut localitatea Hîncești, așezată într-un imens amfiteatru natural, în valea încântătoare a râulețului Cogâlnic-Bucium.

### Țara Moldovei
Denumirea orașului Hîncești este în legătură directă cu boierii moldoveni Hîncu, cel mai de seamă reprezentant al cărora a fost serdarul Mihalcea Hîncu.
Documentele pomenesc despre această localitate pentru prima dată în anul 1522, la 17 august. Pe atunci, târgușorul Hîncești constituia o importantă localitate comercială a statului moldovenesc, fiind ceva intermediar între sat și oraș, cu un han pentru negustori străini, în care ospătau și se odihneau.
În 1686 Gheorghiță Cronța (Croncea) vinde fratelui său Ștefan Croncea a patra parte de la bătrânul Apostol Croncea, din moșia Hâncești.
La 5 iulie 1732, domnul Moldovei, Grigore al II-lea Ghica întărește stăpânirea lui Sandul Bucuță asupra moșiei ce are la Hâncești, în ținutul Lăpușnei.
Ulterior, Hânceștii este menționat la 8 iulie 1756 în mărturiile oamenii băștinași dată la mâna răzeșilor de acolo că nu mai pot stăpâni moșia din pricina tătarilor dela Bei Mârze care nu vor să dea nici dijma pentru venitul locului.
În 1756, Constantin Mihai Cehan Racoviță Voevod împuternicește pe Grigoraș Lupei și pe Vasile Tălmaciu să ia dijma de pe moșia Hâncești din ținutul Lăpușnei până ce se va împlini cheltuiala făcută cu dezbătutul moșiei.
La 13 august 1757, denumirea Hânceștilor apare în hotarnici satului Iurieștii din ținutul Lăpușnei.
La recensământul din 1774, satul Hânceștii a fost atestat în ocolul Cogâlnicului, ținutul Orhei-Lăpușna, avea toată suma caselor 72 (gospodării), inclusiv rufeturi (eliberați de bir) 25 gospodării: 20 volintiri, 1 popă, 2 diaconi, 2 femei sărace; rămân birnici 47 gospodării.
În 1803, în satul Hâncești erau 189 de gospodării, obligate să plătească birul în valoare de 2840 lei. Moșia satului aparținea hatmanului Alexandru Mavrocordat, deținând terenuri arabile, stupi, cu loc puțin pentru dezvoltare. Hânceștii făceau parte din ocolul Cogâlnicului, ținutul Orhei.

### Imperiul Rus
După războiul ruso-turc din 1806-1812, Manuc Bei Mârzaian, personalitate remarcabilă, Dragoman al Turciei, pentru serviciile oferite generalilor ruși în tratative cu Turcia, dobândește învoirea țarului rus de a se stabili cu traiul în una din localitățile frumoase ale Basarabiei. El cumpără de la principesa Dolgoruki moșia cu palatul ce-i aparțineau și se stabilește cu familia la Hîncești. În anii 1880-1890, în Hîncești erau 5.098 locuitori, 587 de ogrăzi, mai multe biserici, inclusiv una armenească, patru case de rugăciuni evreiești, două școli, un spital de zemstvă și mai multe fabrici printre care: trei de prelucrarea pielii, șase de vopsit, una de băuturi spirtoase, una de lumânări și una de fabricare a cărămizilor.
În anul 1902, târgușorul Hâncești din județul Chișinău avea 620 case, cu o populație de 3.782 suflete, din care 1.200 evrei; o biserică, cu hramul Sf. Mihail; o școală cu 2 clase și o divizionară de fete, întreținută de Manuc-Bey; o fabrică de rachiu și una de cărămidă. Țăranii dețineau 1.360 deseatine pământ, proprietarul Grigorie I. Manuc-Bey - 7.249 deseatine. Împrejurul satului sunt vii și livezi.
Componența lingvistică a populației, 1930
     Limba română (68,5%)
     Limba idiș (23,6%)
     Limba rusă (4,1%)
     Limba germană (2,8%)
     Alte etnii (1%)

### În componența României Mari
La recensământul general al populației din 1930, în Hâncești au fost numărați 6338 locuitori, inclusiv: 4267 români, 1 ungur; 188 germani, 230 ruși, 8 ucraineni, 2 bulgari, 16 polonezi, 1521 evrei, 7 greci, 66 armeni, 31 țigani și 1 persoană nu și-a declarat naționalitatea. Conform structurii lingvistice a populației, limba română constituia limbă maternă pentru 4344 persoane, limba maghiară - 1 pers., limba germană - 183 pers., limba rusă - 264 pers., limba ucraineană - 3 pers., limba bulgară - 2 pers., limba poloneză - 8 pers., limba idiș - 1498 pers., limba greacă - 1 pers., limba armeană - 12 pers., limba țigănească - 21 pers., 1 nu a indicat limba maternă.

### Perioada sovietică
Din 1944 până în 1965, a fost denumit Kotovskoe în cinstea lui Grigori Ivanovici Kotovski, un conducător al Armatei Roșii în timpul Războiului Civil Rus, care se născuse aici. În 1965, comuna a fost declarată oraș și numele ei a fost schimbat în Kotovsk. Din 1990, orașul și-a reluat vechea denumire de „Hîncești”.

## Demografie

### Structura etnică
Componența etnică a orașului Hîncești
     Români [Moldoveni] (89,06%)
     Ruși (4,17%)
     Ucraineni (3,65%)
     Rromi (1,02%)
     Bulgari (0,55%)
     Găgăuzi (0,24%)
     Alte etnii (0,48%)
     Nedeclarat (0,8%)
Conform recensământului populației din 2014 , populația orașului Hîncești se ridică la 12.491 de locuitori.

## Economie
Pe teritoriul orașului activează 736 agenți economici, dintre care cel mai mare număr îl constituie gospodăriile țărănești – 494, urmate de întreprinderile individuale – 109. Din numărul total de întreprinderi 92 sunt cu statut de persoană juridică, inclusiv 63 de societăți cu răspundere limitată, 14 societăți pe acțiuni, 4 întreprinderi municipale și o întreprindere de stat.
Principalii agenți economici din teritoriu sunt:  fabrica de încălțăminte „Romanița”, fabrica de prelucrare a vinului „Vitis”-Hîncești, întreprinderea intergospodărească de creștere a porcinilor, etc. De asemenea, pe teritoriul orașului funcționează 8 stații de alimentare cu petrol, un hotel cu 36 de locuri, 2 piețe comerciale, 6 filiale ale băncilor comerciale și 2 case de deservire socială.

### Finanțele publice locale
Bugetul orașului pe anul 2003, la partea de venituri, a fost aprobat în sumă de 7,7 mil. lei, s-au acumulat 10,8 mil. lei sau cu 40% mai mult decât suma planificată. În structura cheltuielilor predomină cele destinate educației. Specific orașului Hîncești este faptul că pentru construcția gazoductului au fost alocate 1,68 mil. lei și pentru reparația capitală a drumurilor 1,86 mil. lei, ceea ce împreună constituie circa 32%. Acest indicator este unul din cei mai buni pe republică.

## Infrastructură
Asigurarea cu apă potabilă este o problemă majoră a localității. În prezent lungimea totală a rețelelor de alimentare centralizată cu apă este de 43 km. Capacitatea de producție a utilajului de captare este de 1.920 mp în 24 ore. Cea mai mare parte a gospodăriilor din localitate se alimentează cu apă în mod autonom.
Orașul Hîncești este în faza inițială a procesului de gazificare, la moment sunt aprovizionate cu gaze doar câteva procente din case. Termificarea centralizată nu se efectuează de circa 5-6 ani, încălzirea îi revine autonom fiecărui locatar. Lungimea totală a drumurilor din localitate este de 43,3 km, marea majoritate a lor fiind neasfaltate.

## Administrație și politică

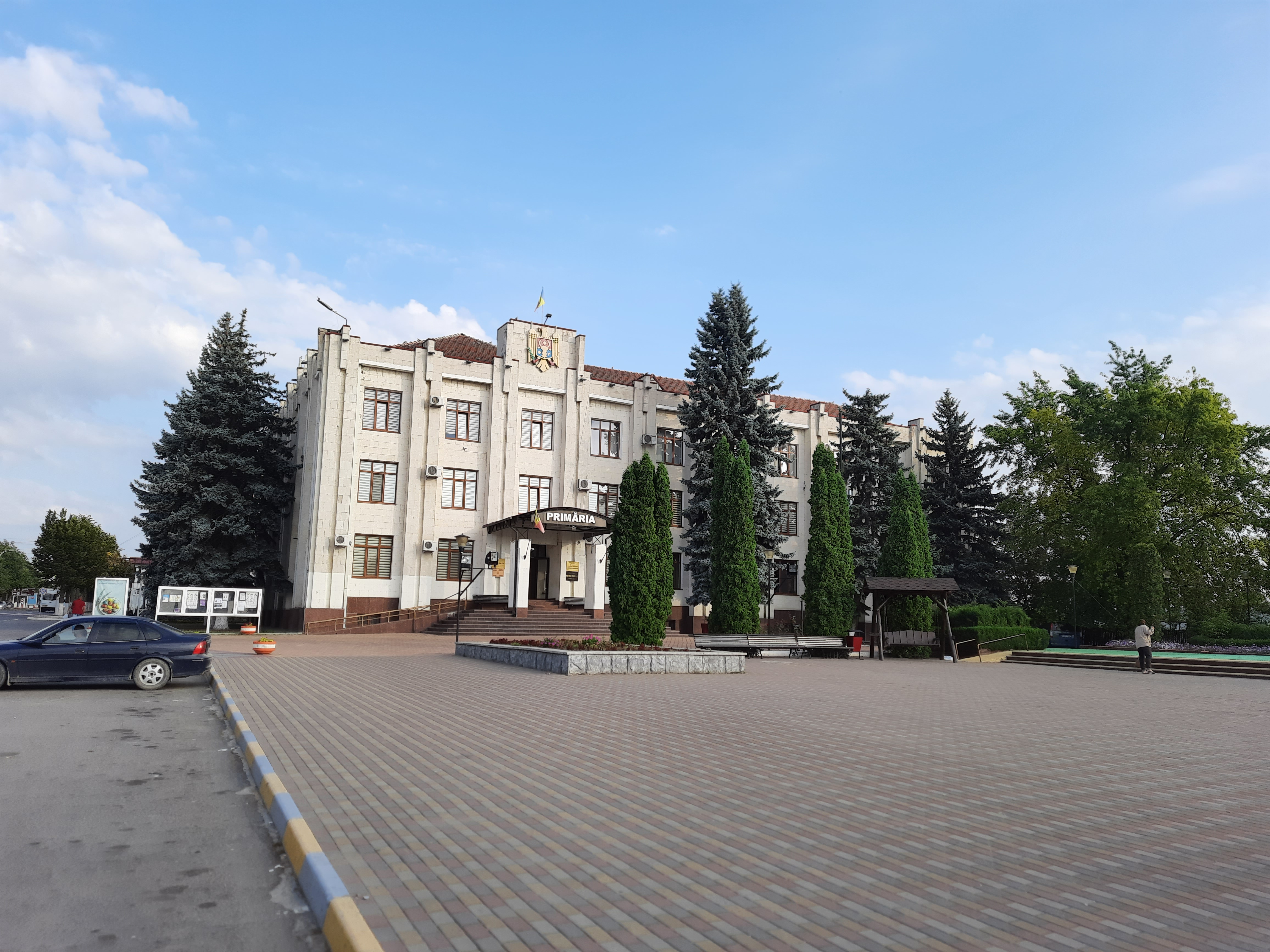
Primăria

Primarul orașului Hîncești este, din 2011, Alexandru Botnari (Partidul Dezvoltării și Consolidării Moldovei), reales în iunie 2015, noiembrie 2019 și noiembrie 2023.
Componența Consiliului local Hîncești (23 de consilieri), ales la 5 noiembrie 2023, este următoarea:
|  | Partid                                        | Consilieri | Componență | Componență | Componență | Componență | Componență | Componență | Componență | Componență | Componență |
|  | --------------------------------------------- | ---------- | ---------- | ---------- | ---------- | ---------- | ---------- | ---------- | ---------- | ---------- | ---------- |
|  | Partidul Dezvoltării și Consolidării Moldovei | 9          |            |            |            |            |            |            |            |            |            |
|  | Partidul Acțiune și Solidaritate              | 9          |            |            |            |            |            |            |            |            |            |
|  | Partidul Socialiștilor din Republica Moldova  | 2          |            |            |            |            |            |            |            |            |            |
|  | Partidul Social Democrat European             | 1          |            |            |            |            |            |            |            |            |            |
|  | Candidat independent AUREL BIRIUCOV           | 1          |            |            |            |            |            |            |            |            |            |
|  | Platforma Demnitate și Adevăr                 | 1          |            |            |            |            |            |            |            |            |            |

## Simboluri

### Stema
Pe albastru, un leu rampant de aur, limbat și unghiat roșu, încoronat cu o coroană murală de argint și ținând în laba dreaptă anterioară o secure de aur. Scutul timbrat de o coroană murală de aur cu cinci turnuri. Suporți: doi cocostârci naturali, ținând în cioc cel din dreapta o rămurică de stejar, iar cel din stânga una de viță-de-vie, ambele naturale și cu fructe. Deviza pe o panglică de aur cu litere capitale negre: „COMPOS SUI” (Stăpân pe sine).
La baza stemei au stat două elemente preluate din stemele de familie ale foștilor proprietari: securea de la familia Hâncu și leul de la familia Manuc Bei.
Securea (toporul) - este asociată în toate culturile cu fulgerul, ploaia și simbolurile fertilității. Este un instrument al pătrunderii și
spirituale, distrugerii tendințelor nefaste și al eliberării. 
Leul (din stema familiei Manuc Bei) ridicat, ține bărdița aruncată de familia Hâncu și este pus pe treabă, defrișând păduri și contribuind cu lemnul obținut la zidirea orașului. 
Culoarea albastră (azurie) a câmpului scutului simbolizează perseverența, fidelitatea, seninătatea, credința și speranța.
Cocostârcul cu ramura de stejar în cioc, ce ține scutul din partea dreaptă heraldică, vine din noua stemă a ținutului Lăpușna și semnifică faptul că municipiul Hâncești a fost reședința județului Lăpușna, existent între anii 1998-2003. 
Cocostârcul cu ramura de viță de vie în cioc, ce ține scutul din stânga, în calitatea sa de simbol al vinurilor Moldovei, arată importanța vinificației în economia tradițională a orașului.
Coroana murală de aur cu cinci turnuri, timbrează scutul semnifică poziția localității în ierarhia orașelor Republicii Moldova, anume statutul de municipiu.
Deviza „COMPOS SUI” (Stăpân pe sine) exprimă crezul de viață al locuitorilor urbei și consolidează semnificația elementelor heraldice din scut, mai ales simbolismul leului - regele animalelor - care, pentru a fi stăpân peste toți, trebuie să manifeste calitatea de stăpân pe propriul destin.

### Drapel
Drapelul municipiului Hâncești reprezintă o pânză dreptunghiulară (2:3) albastră, având în centru un leu rampant galben, limbat și unghiat roșu, încoronat cu o coroană murală albă și ținând în laba dreaptă anterioară o secure galbenă.
Drapelul a fost elaborat în baza stemei mici , drapelul municipal preia în sine și semnificația ei, exprimată aici în limbaj vexilogic.

## Social

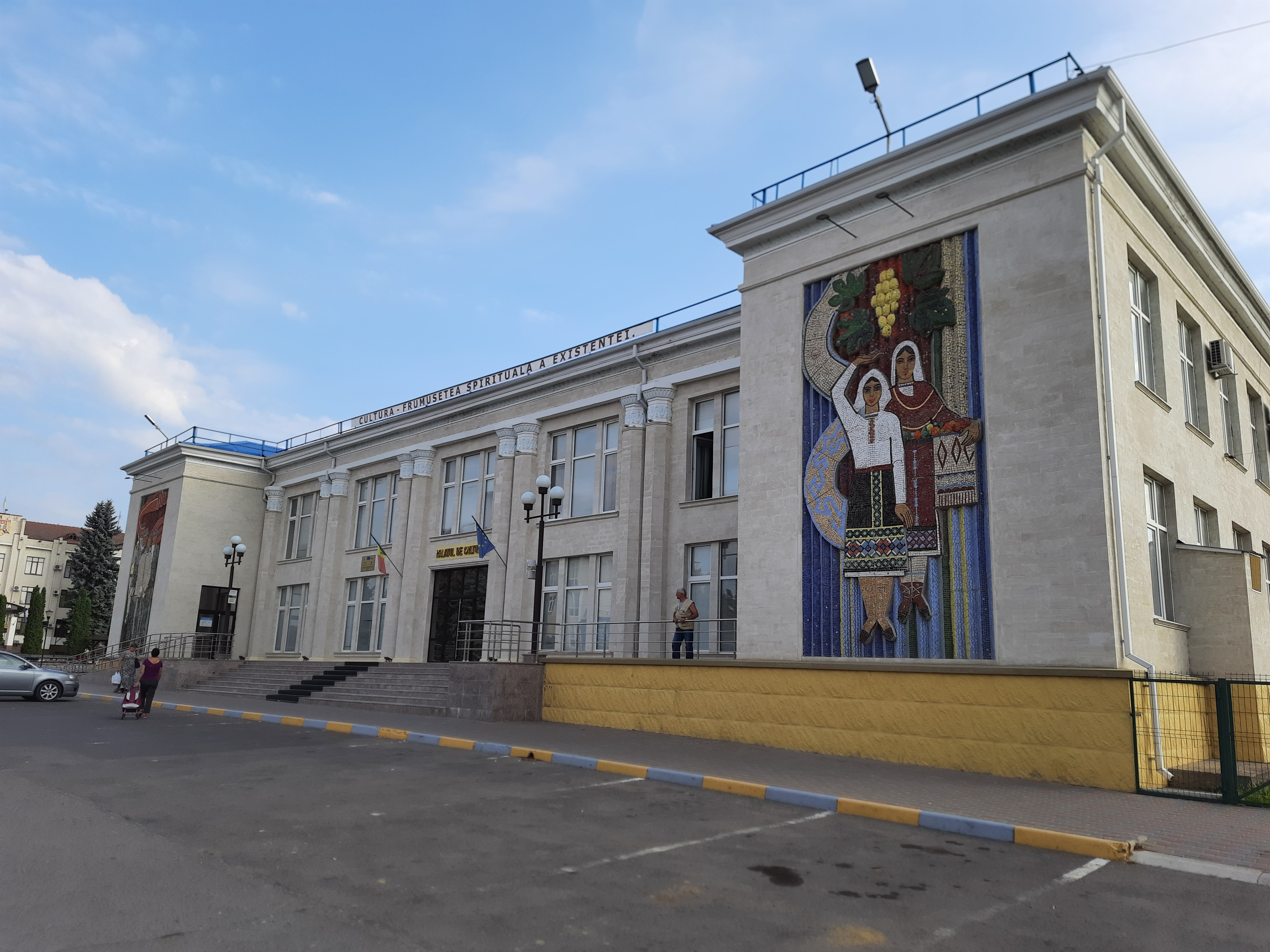
Casa de cultură

Populația orașului Hîncești este de 18.850 locuitori, majoritatea o constituie românii (moldovenii). Dintre minoritățile naționale predomină ruși, ucraineni și romi. În orașul Hîncești funcționează 5 instituții preșcolare cu 980 de locuri și 8 instituții de învățământ, inclusiv: 2 școli medii cu 1.430 elevi, 3 licee cu 1.660 elevi, o școală-internat cu 200 copii, un colegiu de construcție cu 350 studenți și o școală polivalentă cu 370 elevi. În sistemul de învățământ din oraș activează 380 pedagogi. Recent a fost dat în exploatare un centru de plasament al copiilor cu 31 de locuri.
Sistemul de ocrotire a sănătății este format din spitalul raional cu 395 paturi, un centru al medicilor de familie și un oficiu al medicilor de familie. În domeniul ocrotirii sănătății sunt angajați 94 de medici.
Pe teritoriul orașului Hîncești activează Casa de Cultură, o școală muzicală, un muzeu și 2 biblioteci publice cu un fond de carte de peste 68 mii exemplare, 7 colective artistice și 5 formații care dețin titlul de formație-model.

## Galerie de imagini
Conacul lui Manuc Bei

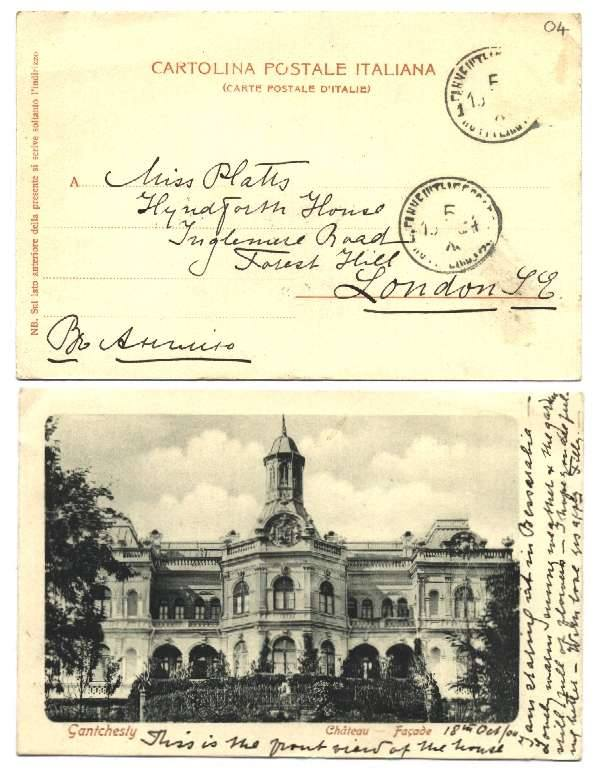
Pe o carte poștală din 1904.
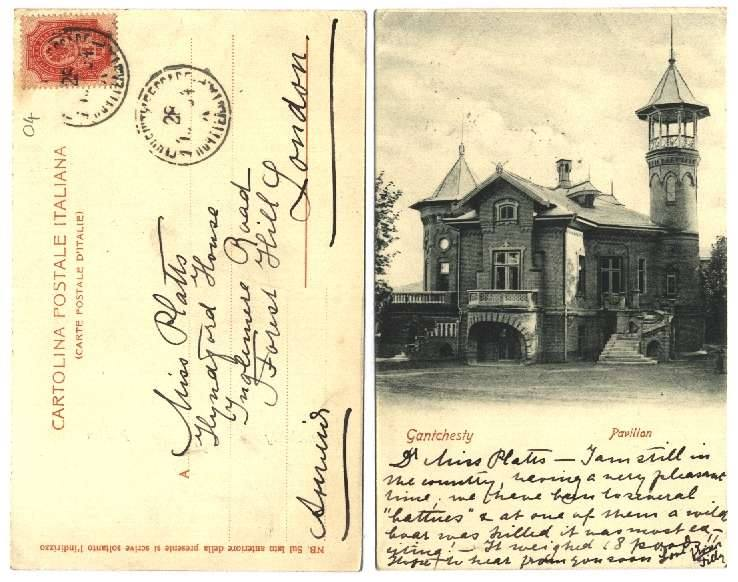
Castelul de vânătoare
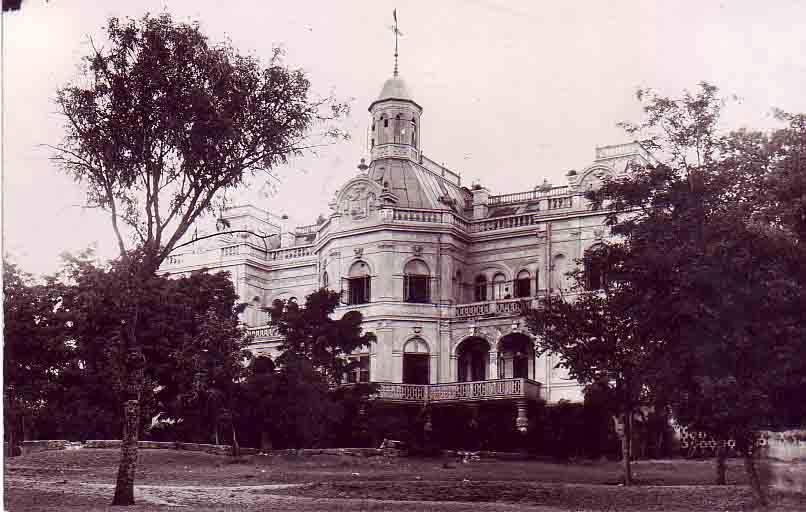
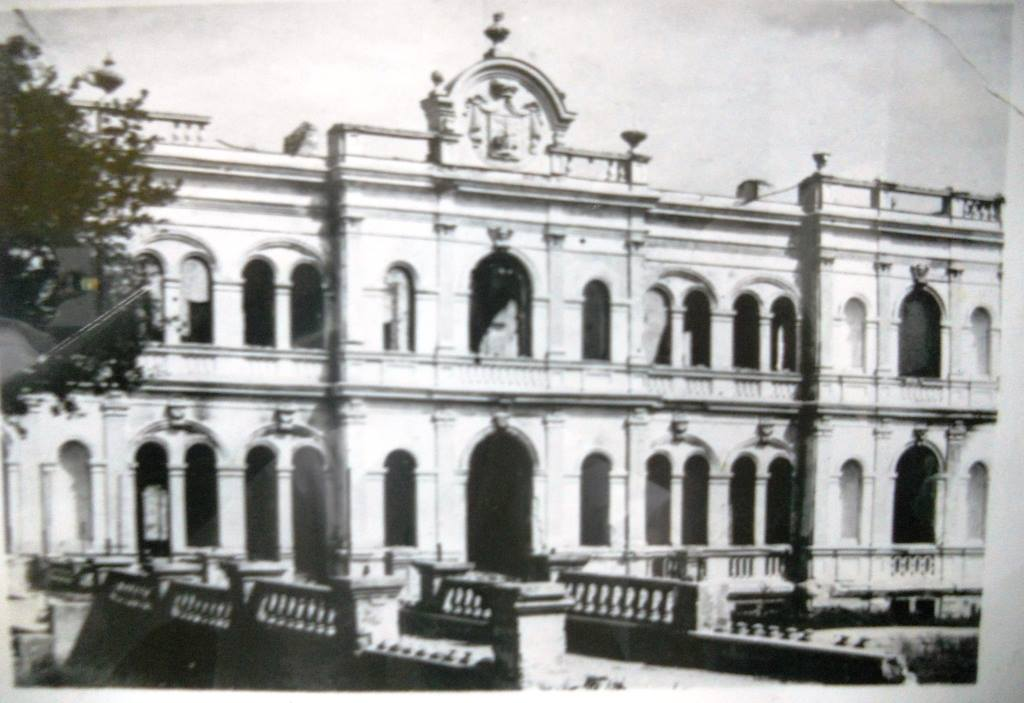
Conacul incendiat după luptele din 1944.
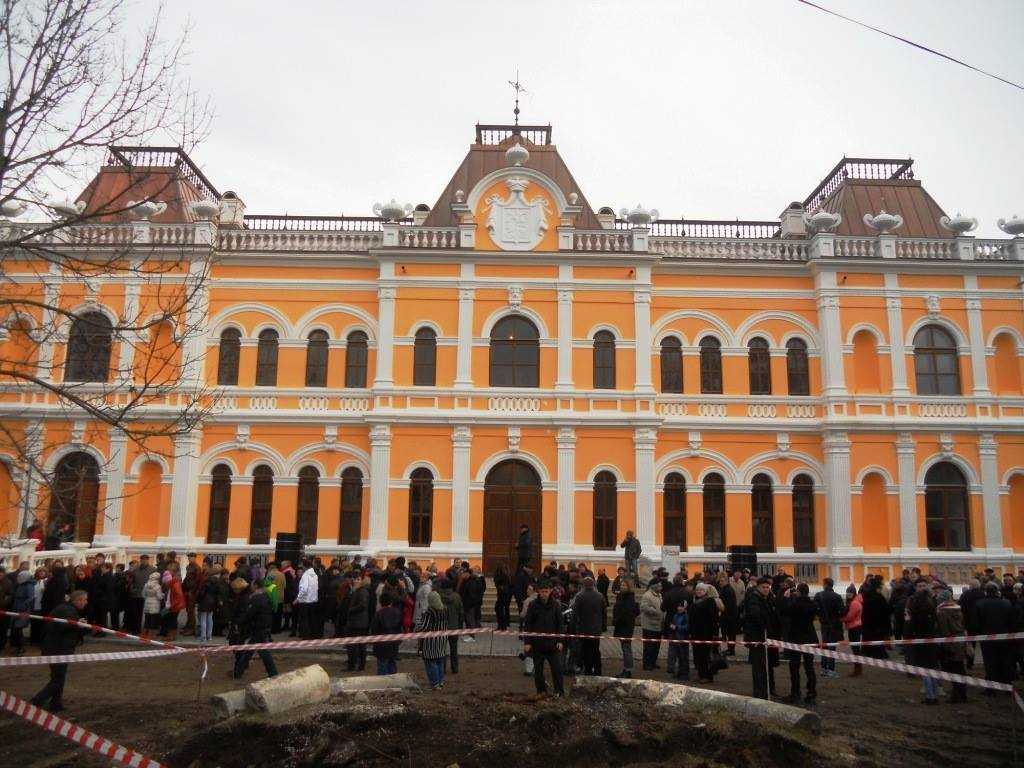
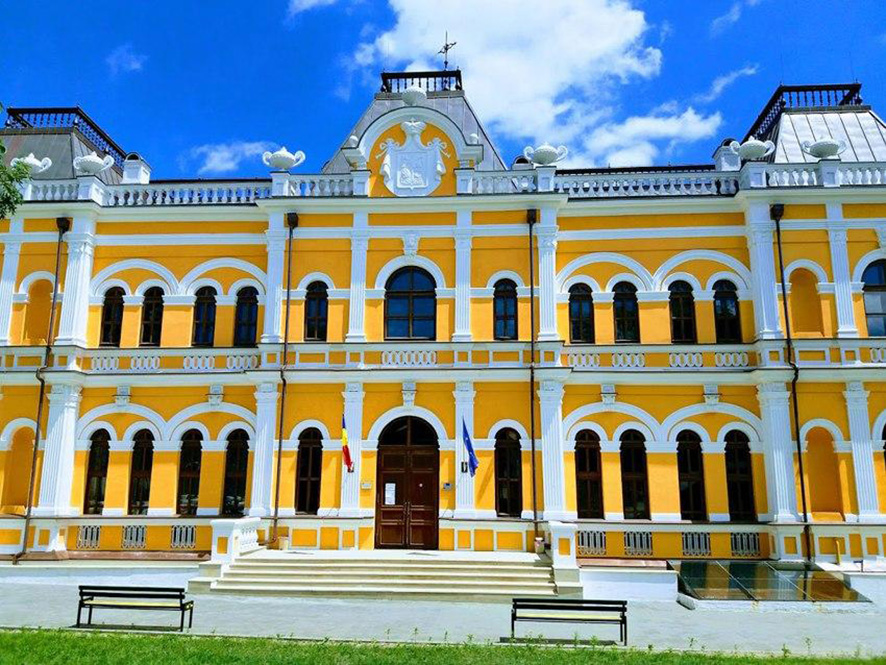
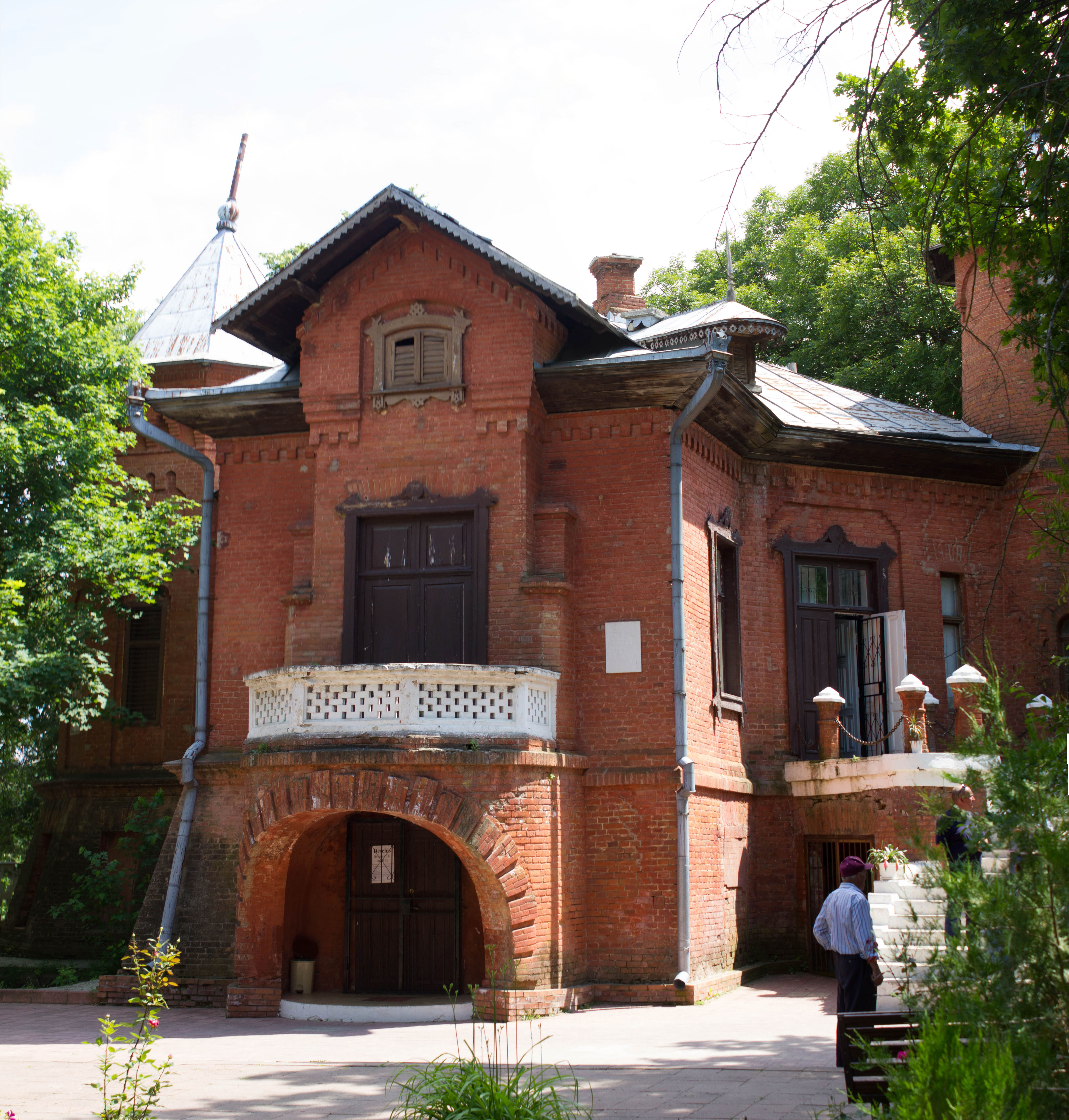

Alte locuri

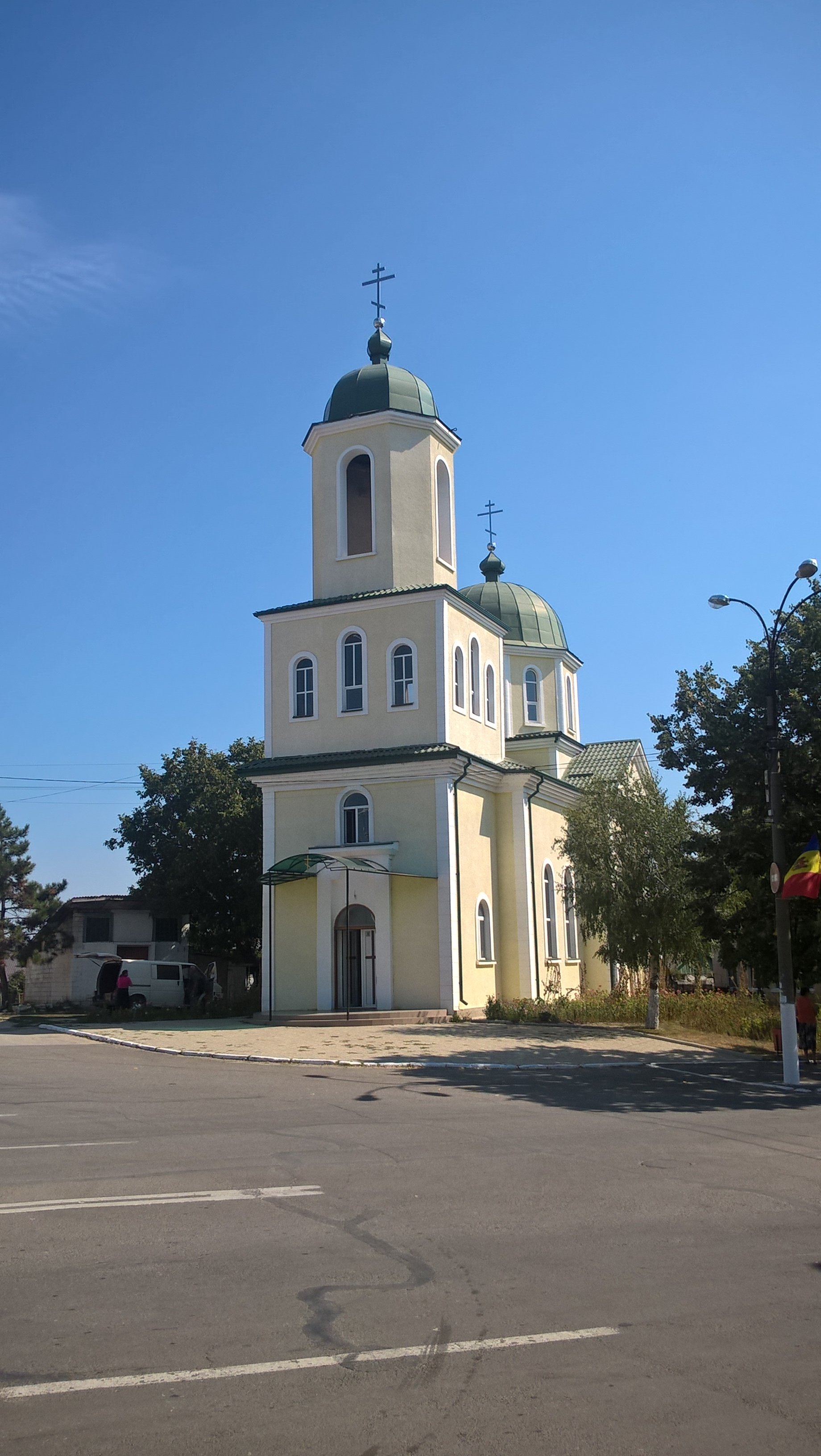
Biserica „Sfântul Nicolae”
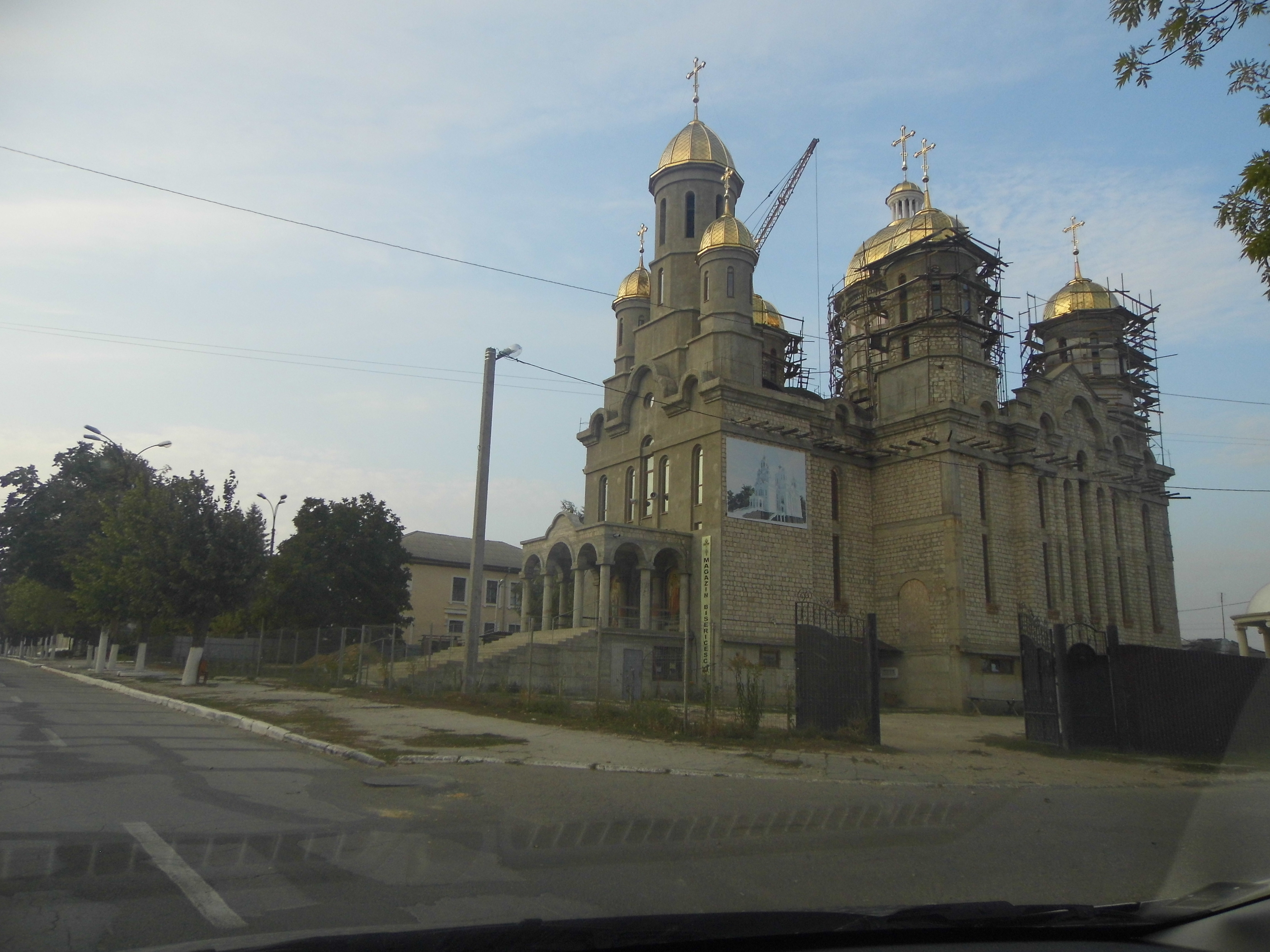
Catedrala nouă în construcție (în prezent finisată).
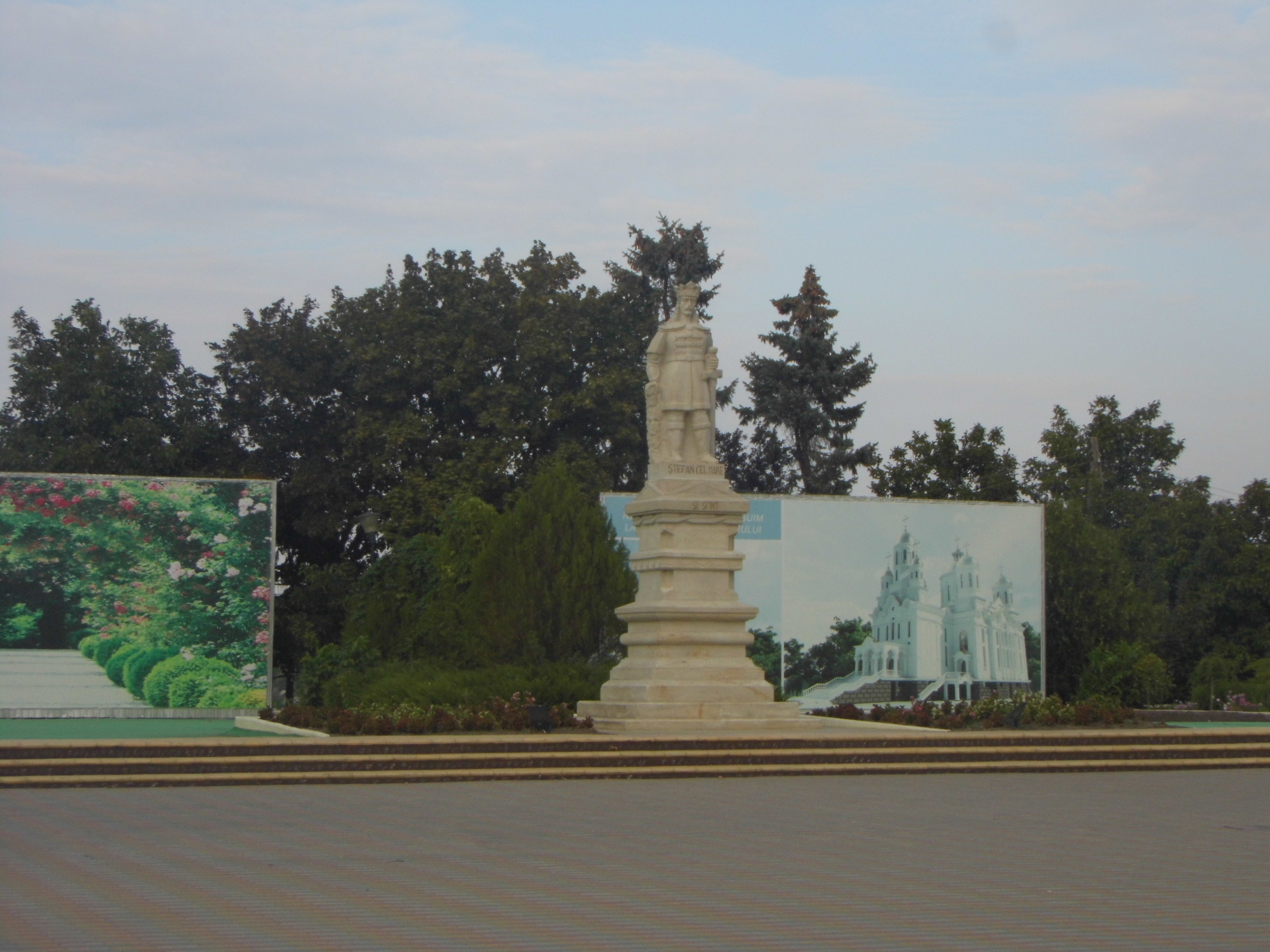
Monumentul lui Ștefan cel Mare din Hîncești.
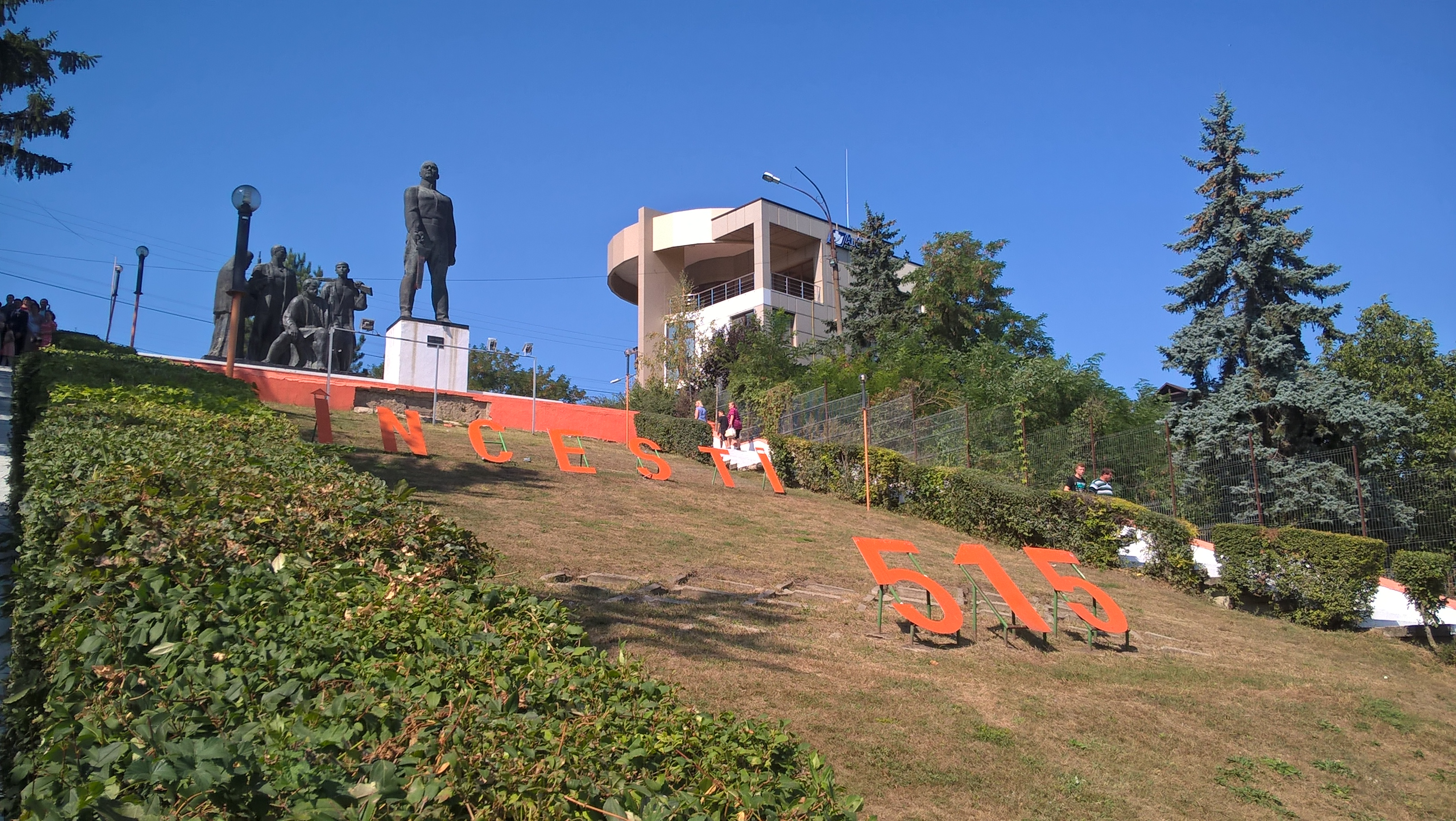
Monumentul lui Cotovschi din oraș.
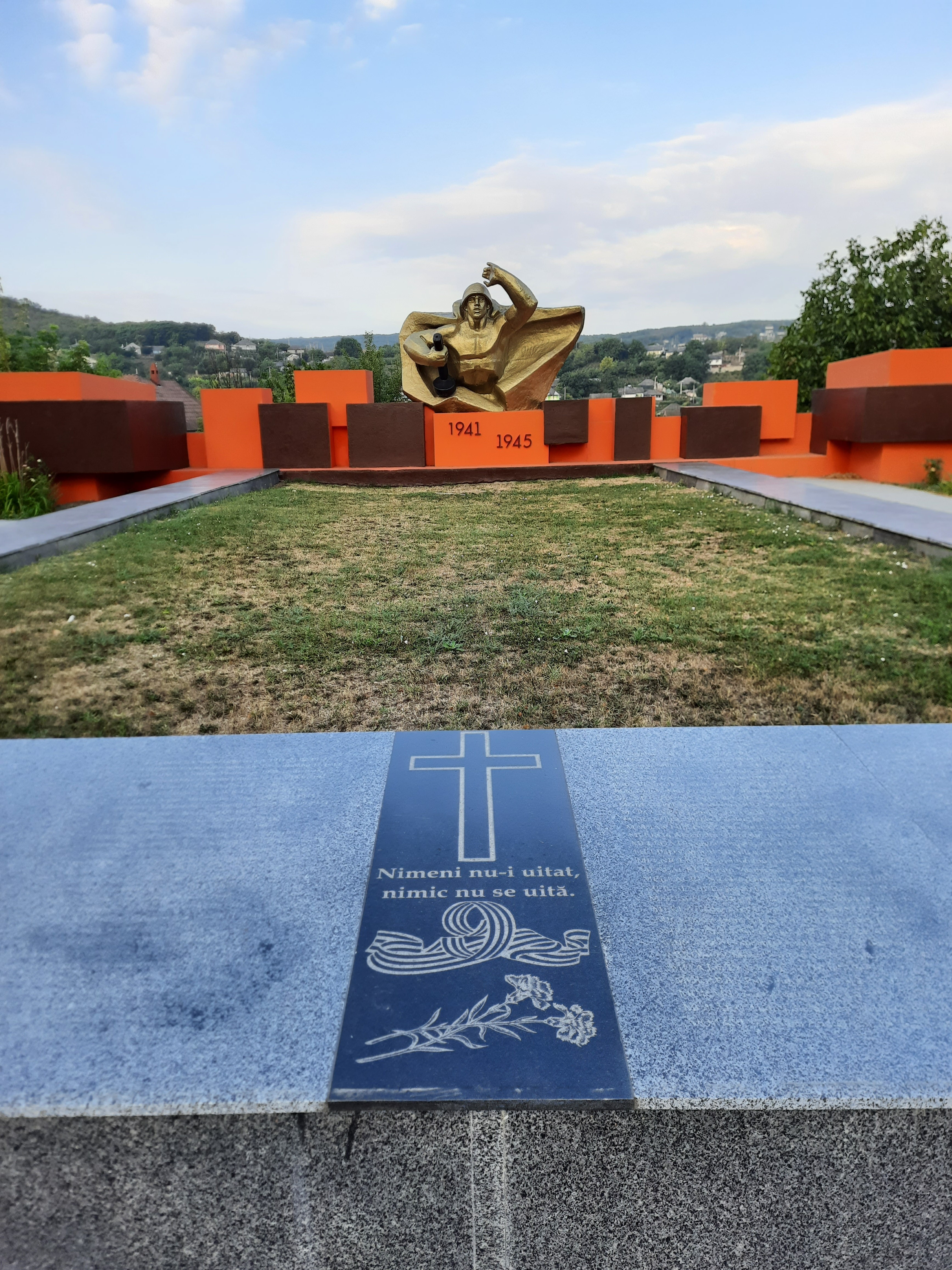
Monument la mormântul comun al ostașilor căzuți (81) în 1944.
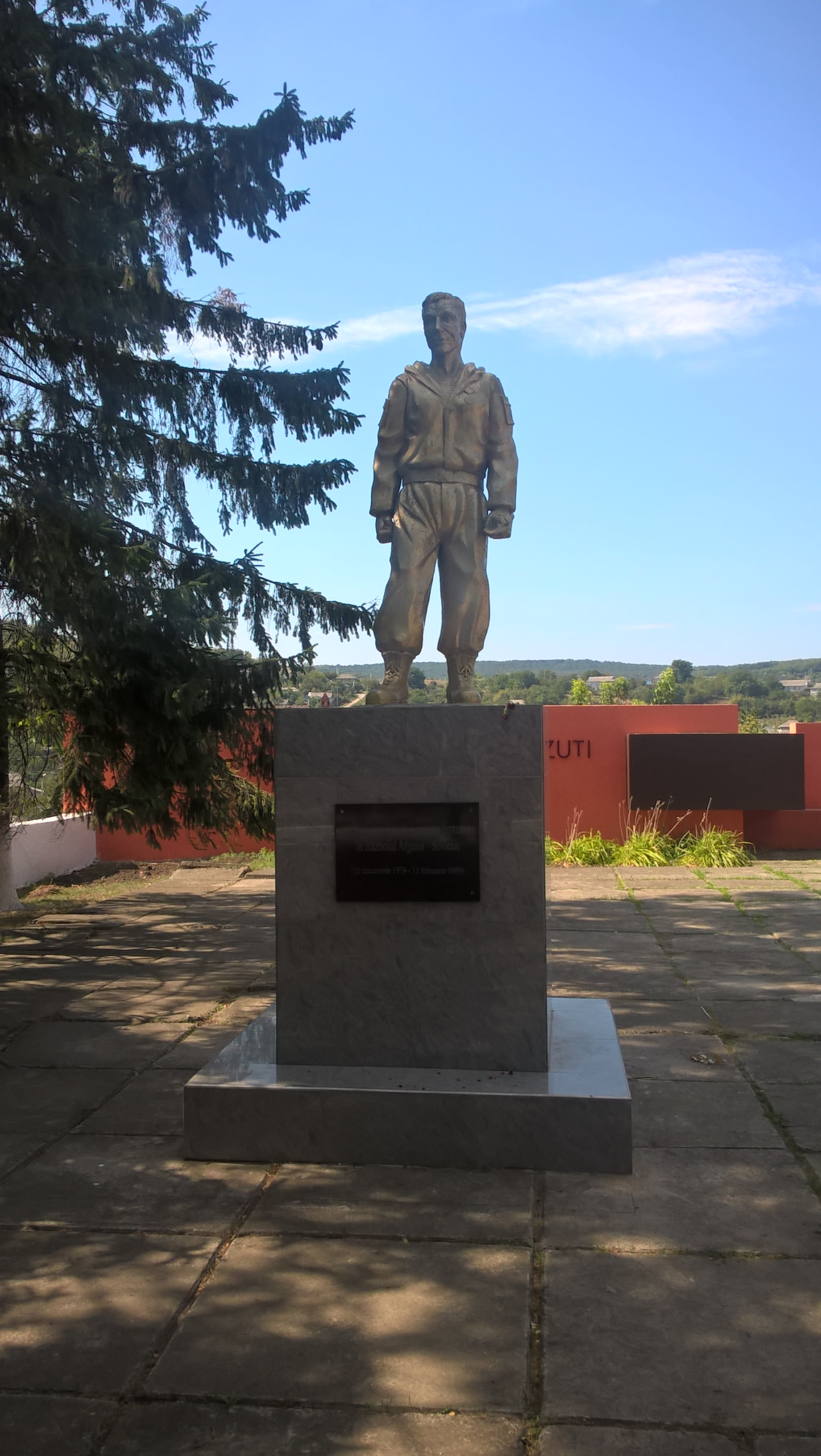
Monumentul ostașilor participanți la războiul din Afganistan.
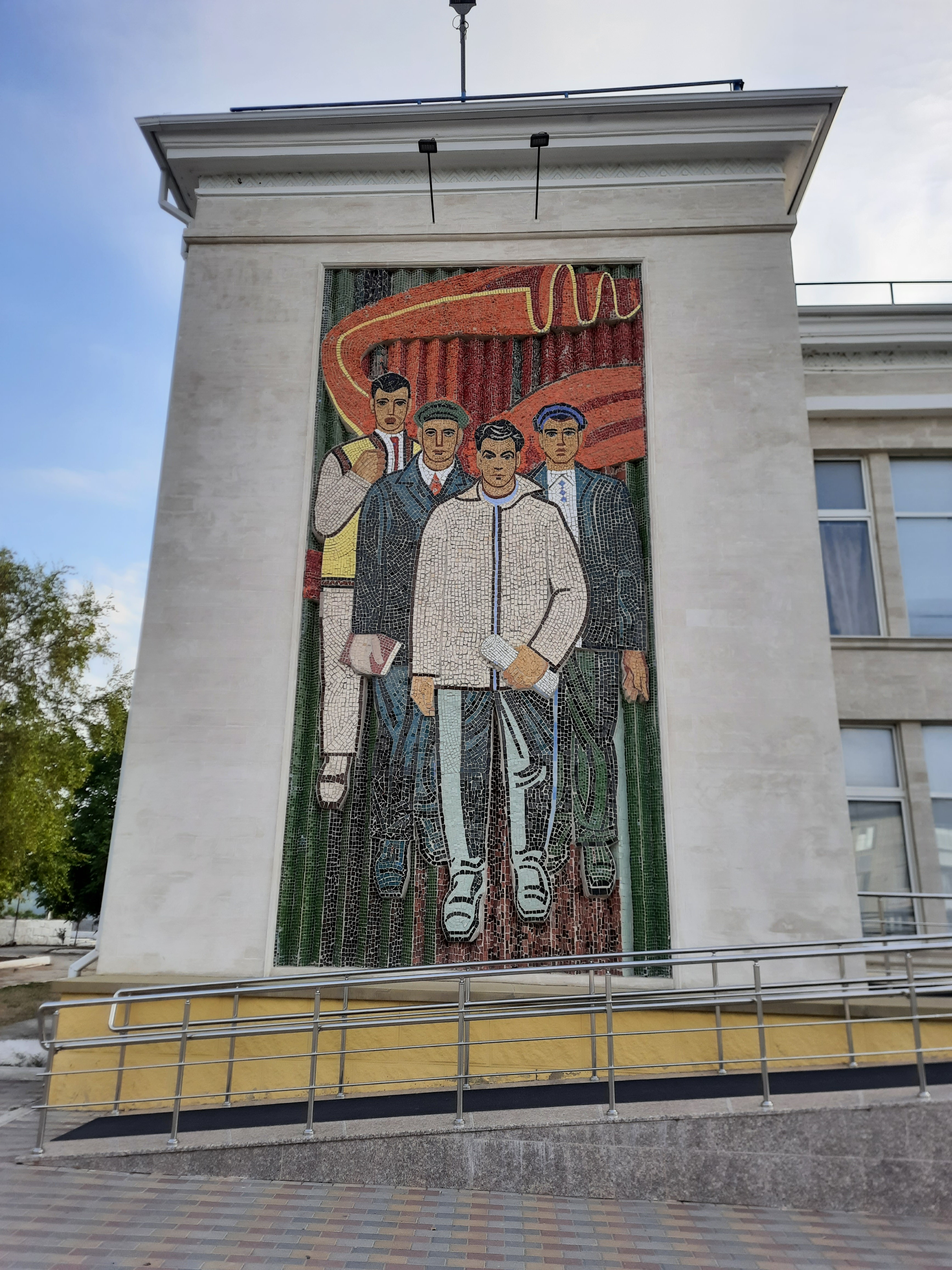
Mozaic pe edificiul Casei de cultură.
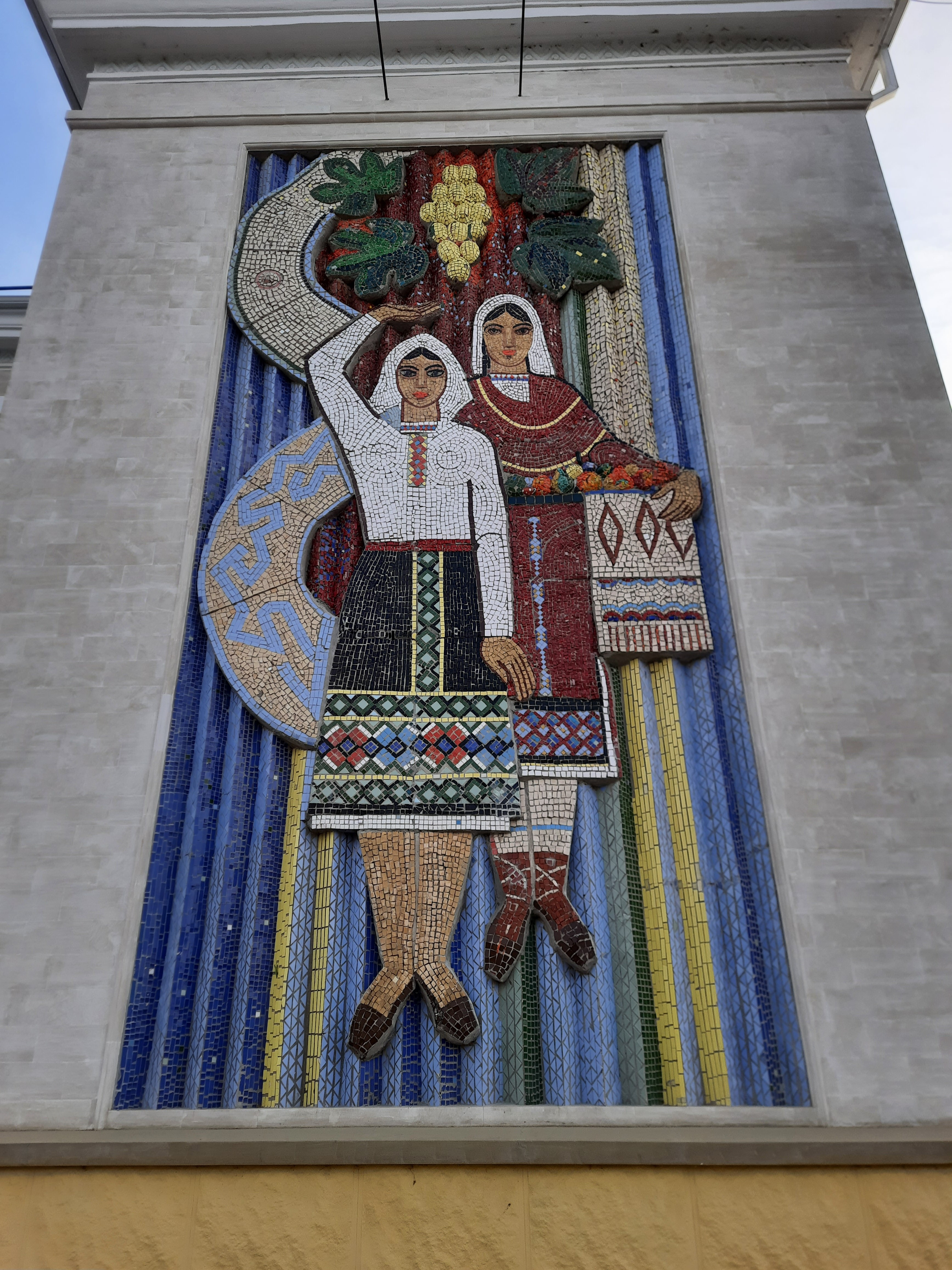
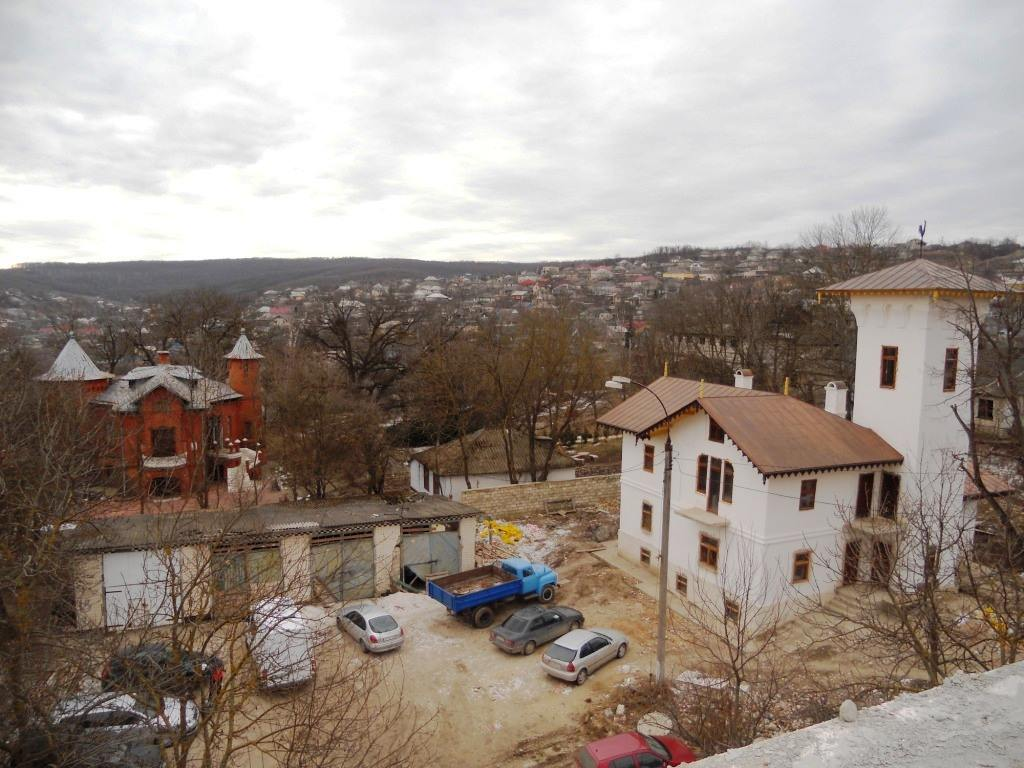
Vedere a unui cartier al orașului dinspre Conacul lui Manuc Bei.

## Personalități

### Născuți în Hîncești

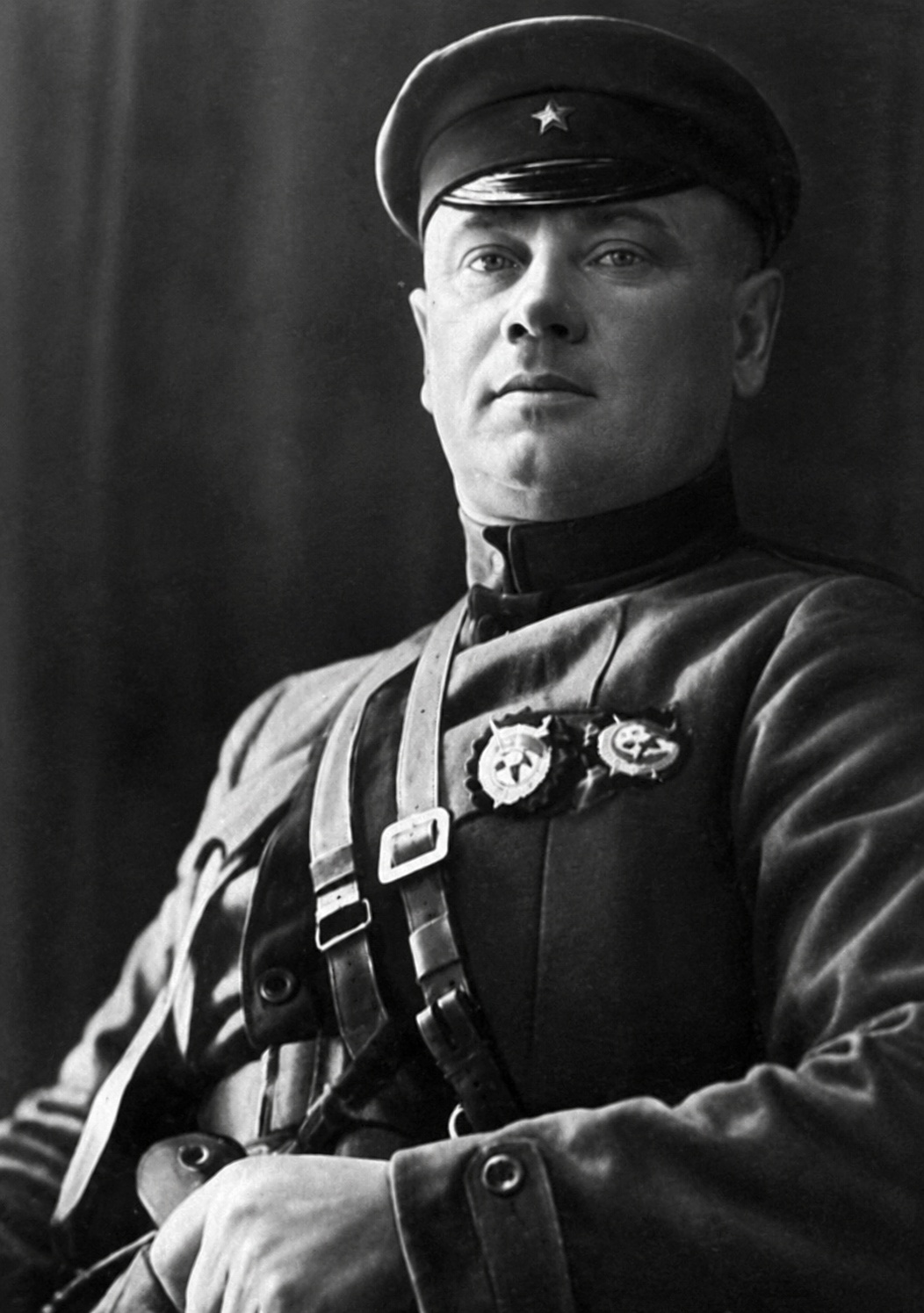
Grigore Cotovschi

- Zarmair Mserian (1836–1899), publicist și traducător armean, cenzor și consilier de stat țarist
- Grigore Cotovschi (1881–1925), conducător militar și activist politic comunist
- Iosif Epelboim (1893–1962), rabin și figură publică basarabeană și sovietică
- Iacov Knaani (1894–1978), lingvist și lexicograf israelian
- Leonid Anulov (1897–1974), agent de informații sovietic
- Iankl Iankelevici (1905–1938), poet, prezentator de radio și profesor sovietic
- Lidia Botezatu (n. 1949), interpretă moldoveană de muzică ușoară
- Grigore Cobzac (n. 1959), politician moldovean
- Silvia Radu (n. 1972), administrator, jurist și filolog moldovean
- Iurie Osipenco (n. 1974), antrenor de fotbal și fost fotbalist moldovean
- Natalia Morari (n. 1984), jurnalistă moldoveană

### Au locuit în Hîncești
- Gevork Aivazian, tatăl cunoscutului pictor rus Ivan Aivazovski[9]
- Manuc Bei (1769–1817), negustor și diplomat otoman de etnie armeană
- Timotei Bătrânu (n. 1944), pictor moldovean

## Sport
Clubul Sportiv Petrocub este un club profesionist de fotbal și judo. Echipa de fotbal Petrocub Hîncești a câștigat campionatul super-ligii Moldovei în sezonul 2023-24.